# SZA
Solána Imani Rowe (San Luis, Misuri; 8 de noviembre de 1986), más conocida por su nombre artístico SZA,es una cantante estadounidense.Comenzó a hacer música a principios de la década de 2010, lanzando dos EP: See.SZA.Run y S, antes de firmar con el sello discográfico de hip hop Top Dawg entertainment, a través del cual lanzó Z, su tercer EP y primer lanzamiento comercial.
El álbum de estudio debut de SZA, Ctrl, fue lanzado el 9 de junio de 2017, con la aclamación universal de los críticos musicales.Debutó en el número tres en el Billboard 200 de EE.UU. y finalmente fue certificado platino por la Recording Industry Association of America (RIAA). El álbum y sus canciones fueron nominadas a cuatro premios Grammy y SZA fue nominada a Mejor Artista Nuevo en la 60ª ceremonia anual. Ctrl fue clasificado como el mejor álbum de 2017 por la revista Time.Ese año, también apareció en el exitoso sencillo de Maroon 5 «What Lovers Do». Al año siguiente, colaboró con Kendrick Lamar para crear «All the Stars» para la banda sonora de Black Panther; la canción fue nominada al Globo de Oro y al Premio de la Academia a la Mejor Canción Original.En 2021, su sencillo «Good Days» se hizo popular en las plataformas de streaming y se convirtió en su primer top 10 en solitario en el Billboard Hot 100. En 2023, su canción «Kill Bill» se convirtió en su mayor éxito dentro del Billboard Hot 100, alcazando el nro. 2 por 5 semanas. En la 66.ª edición de los Premios Grammy lideró las nominaciones en nueve categorías.
La música de SZA ha sido descrita como R&B alternativo, con elementos de soul, hip hop, R&B minimalista, indie rock, cloud rap, witch house y chillwave.Las letras de SZA se describen como "desenredantes" y sus canciones a menudo giran en torno a temas de sexualidad, nostalgia y abandono.

## Biografía
Solána Imani Rowe nació el 8 de noviembre de 1986 en San Luis, Misuri; pero se crio en Maplewood, Nueva Jersey.Su padre era productor ejecutivo de CNN, mientras que su madre era ejecutiva de AT&T.Rowe nació de una madre cristiana y un padre musulmán. Tiene una media hermana mayor llamada Tiffany Daniels y un hermano mayor, Daniel, un rapero llamado Manhattan. Fue criada como musulmana ortodoxa.
Es como la creencia en un solo Dios, todos los pilares del Islam, etcétera, y creo que esas son ideas que nunca me dejarán, que tienen sentido en mi espíritu. Es la forma en que me conecto con Dios; siempre ha tenido sentido para mí. Creo que me encantaría usar mi hijab, pero siento que no quiero usar mi hijab y hablar loco en el escenario y estar en videos con Travis Scott. Como si no quisiera ser irrespetuoso porque tengo demasiado amor y respeto por la religión, por mi padre y por mí.
Asistió a una escuela preparatoria musulmana todos los días después de su educación regular. Sin embargo, debido a los ataques del 11 de septiembre, Rowe fue víctima de acoso escolar en séptimo grado, lo que la llevó a dejar de usar el hiyab.Rowe asistió a Columbia High School, donde participó activamente en los deportes, incluida la gimnasia y las porristas.Después de graduarse de la escuela secundaria en 2008,Rowe luego fue a tres universidades separadas, finalmente se instaló en la Universidad Estatal de Delaware para estudiar biología marina.Eventualmente se retiró en su último semestre; sin embargo, inmediatamente comenzó a aceptar trabajos aleatorios para ganar dinero.Rowe formó su nombre artístico a partir del Alfabeto Supremo, tomando la influencia del rapero RZA del Wu-Tang Clan. Las dos últimas letras de su nombre representan Zig-Zag y Allah, mientras que la primera letra S puede significar salvador o soberano.

## Carrera profesional

### 2011-2014: Inicios de su carrera y lanzamientos de sus EP

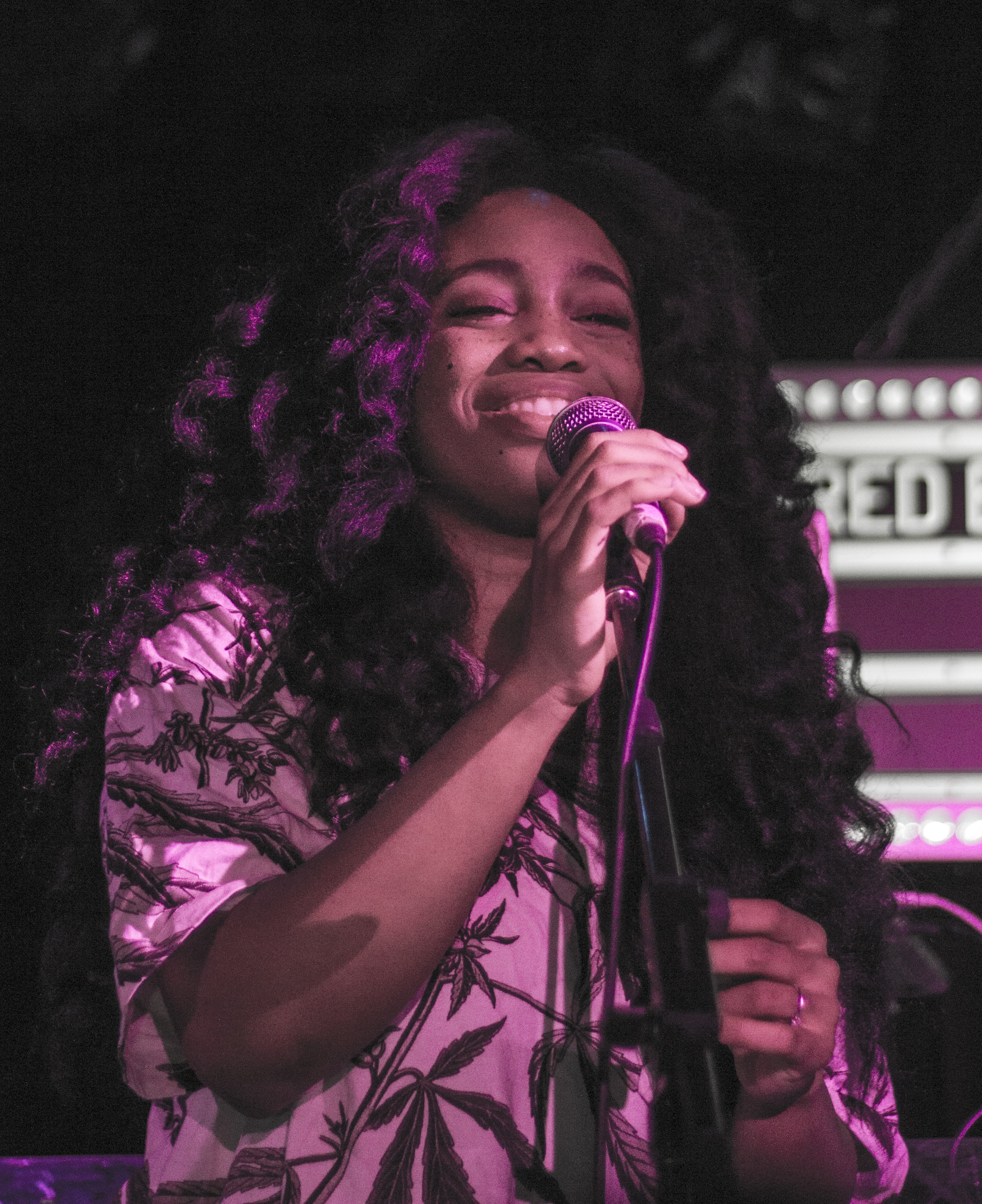
SZA actuando en Toronto en 2013

SZA conoció a miembros de Top Dawg Entertainment durante CMJ New Music Report en 2011, cuando la compañía de ropa de su novio patrocinó un espectáculo en el que se presentaba Kendrick Lamar. Su música antigua fue entregada al presidente de TDE, Terrence "Punch" Henderson, quien se sorprendió con la calidad del material. Los dos se mantuvieron en contacto, y después de que SZA comenzara a generar expectación con el lanzamiento de sus dos EP, TDE intervino para firmarla en 2013, convirtiéndola en la primera artista femenina del sello. La música antigua de SZA fue grabada con sus amigos y vecinos en la que "robaron un montón de ritmos de Internet". El 29 de octubre de 2012, SZA auto-lanzó su EP debut See.SZA.Run.
El 10 de abril de 2013, SZA lanzó su segundo EP, S, que recibió críticas positivas de los críticos musicales. SZA promovió la obra extendida con el lanzamiento de un video musical de la canción "Ice Moon", dirigido por Lemar & Dauley. El 14 de julio de 2013, Top Dawg firmó con SZA. En octubre de 2013, SZA realizó una gira de cuatro shows con la banda sueca Little Dragon ; comenzando el 17 de octubre en el Teatro El Rey en Los Ángeles y terminando el 24 de octubre en el Music Hall de Williamsbug, Brooklyn, NY . En diciembre de 2013, SZA lanzó la canción "Teen Spirit", que fue seguida por el lanzamiento de un remix con el rapero estadounidense 50 Cent, junto con un video musical dirigido por APlusFilmz. En 2014, SZA apareció en una variedad de canciones de los álbumes de sus compañeros de sello, incluidas dos canciones para el EP debut de Isaiah Rashad, Cilvia Demo, así como en el álbum de estudio debut de Schoolboy Q, Oxymoron.
El 26 de marzo de 2014, el artista de R&B SZA lanzó el sencillo "Child's Play" con Chance the Rapper y producido por Dae One & XXYYXX . Un EP de estudio, Z, fue lanzado el 8 de abril de 2014; el sencillo principal, "Babylon", fue acompañado de un video musical dirigido por APlusFilmz. Para promover Z, SZA actuó en varias presentaciones en el Festival de Música SXSW en Austin, Texas .  SZA hizo su debut en las listas en el Reino Unido, donde Z se ubicó en el número treinta y dos en las listas de R&B, durante la semana que terminó el 19 de abril de 2014. Z debutó en el Billboard 200 de los Estados Unidos en el número treinta y nueve, vendiendo 6,980 copias en su primera semana; el álbum también alcanzó el puesto número nueve en la lista Billboard Hip-Hop/R&B.
Posteriormente, SZA comenzó a grabar su cuarto EP, A.  En julio de 2014, SZA apareció en el sencillo "Moodring" de Kitty Cash. Más tarde ese mes, SZA lanzó una colaboración con Jill Scott llamada "Divinity". El 11 de julio de 2014, SZA lanzó un video de su canción "Julia" de Z.  En diciembre, SZA y The Internet apoyaron la gira "Enter The Void" de Aiko. El 18 de noviembre de 2014, SZA lanzó una canción llamada "Sobriety".

### 2015-2018:Ctrly su avance

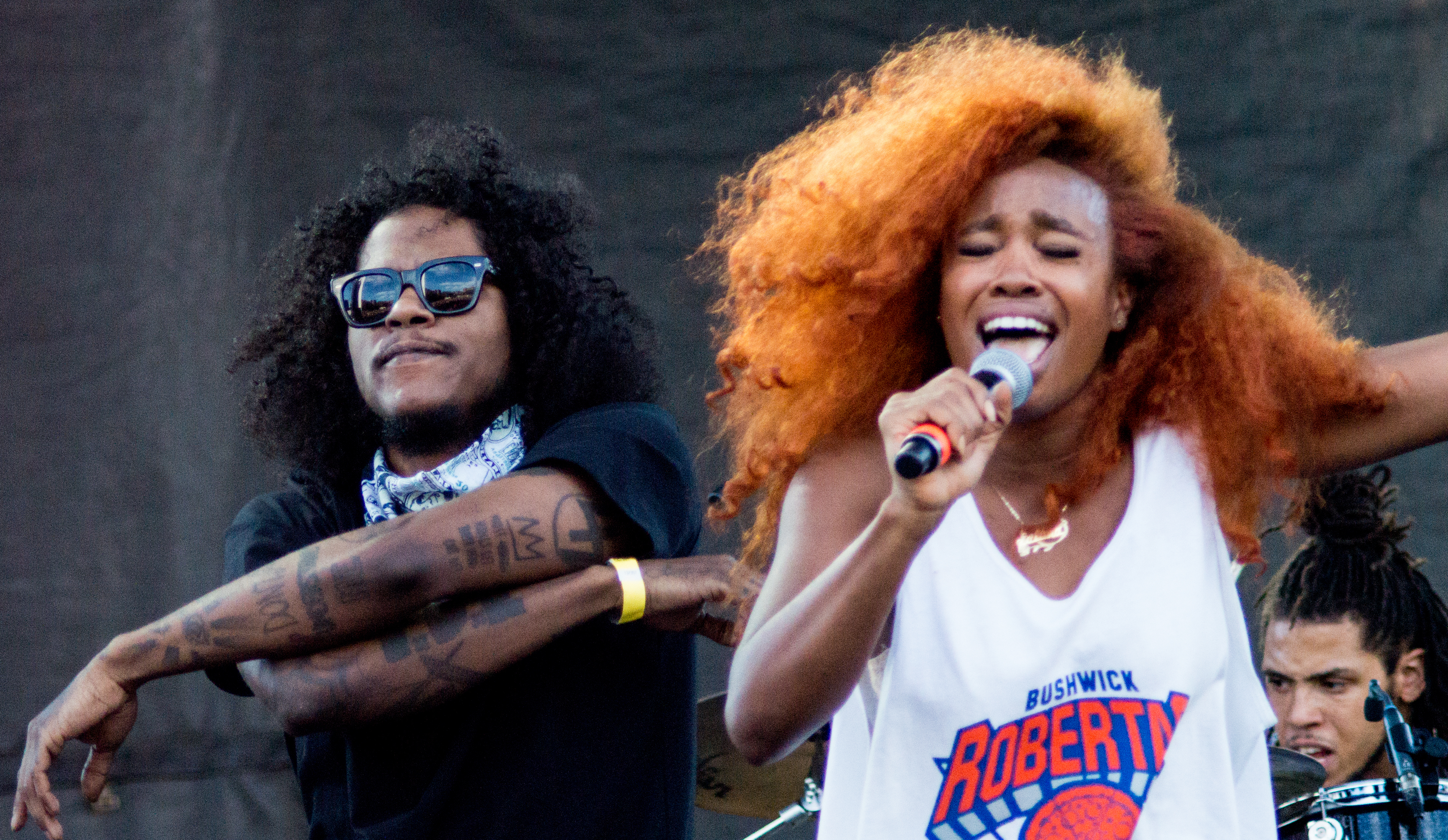
SZA actuando en 2015 con su compañero de sello Ab-Soul

Mientras trabajaba en A, (ahora reempaquetado como su álbum de estudio debut y luego retitulado Ctrl), SZA comenzó a escribir canciones para otras artistas femeninas como Beyoncé, Nicki Minaj y Rihanna . Junto con Rihanna y Tyran Donaldson, SZA coescribió «Consideration» para el álbum Anti (2016) de Rihanna; además de escribir, SZA también apareció en la pista y luego interpretó «Consideration» con Rihanna en vivo en los Brit Awards 2016 el 24 de febrero de 2016.
En enero de 2017, SZA lanzó «Drew Barrymore», el sencillo principal de su próximo álbum Ctrl. El 28 de abril de 2017, SZA firmó su primer contrato de grabación con un sello importante con RCA Records. El 9 de junio de 2017, SZA lanzó su álbum debut, Ctrl, con la aclamación universal de los críticos musicales, con una calificación de 86 sobre 100 en Metacritic. Ctrl debutó en el número tres del Billboard 200 de Estados Unidos, con 60.000 unidades equivalentes a álbumes, de las cuales 25.000 fueron ventas de álbumes puros; el álbum fue apoyado por varios sencillos, incluyendo «Love Galore», que alcanzó su punto máximo en el top 40 de la lista Billboard Hot 100 y más tarde fue certificado platino. Ctrl fue clasificado como el mejor álbum de 2017 por Time.
Del 20 de agosto al 22 de diciembre de 2017, SZA promocionó el álbum en una gira de conciertos por América del Norte. SZA abrió para la parte europea de "Set It Off Tour" del rapero estadounidense Bryson Tiller en apoyo de su álbum True to Self del 17 de octubre de 2017 al 30 de noviembre de 2017, separado de la gira de SZA. 
En agosto de 2017, SZA colaboró con la banda de pop rock estadounidense Maroon 5 en su sencillo «What Lovers Do» de su sexto álbum de estudio Red Pill Blues. El sencillo alcanzó el número 9 en el Billboard Hot 100. Esto marcó el primer top 10 de SZA como artista destacado en el Hot 100. Al mes siguiente, SZA lanzó «Quicksand», que apareció en la banda sonora de Insecure de HBO, y, junto a Khalid y Post Malone, apareció en la versión remix del sencillo de Lorde «Homemade Dynamite», de su segundo álbum de estudio Melodrama. También en 2017, SZA trabajó en un álbum conjunto con Mark Ronson y Tame Impala.
El 28 de noviembre de 2017, SZA recibió cinco nominaciones al Grammy, incluida una como Mejor Artista Nuevo . Recibió la mayor cantidad de nominaciones de cualquier artista femenina para los Premios 2018 y fue la cuarta artista más nominada en total. Pese a ello, no acabó ganando ninguno de los premios a los que fue nominada.
En enero de 2018, SZA apareció con Kendrick Lamar en la canción «All the Stars», que fue lanzada como el sencillo principal del álbum de la banda sonora de la película Black Panther. El sencillo alcanzó el número 7 en el Billboard Hot 100, y esto hizo que SZA se convirtiera en el segundo top 10 en la lista, después de Maroon 5, "What Lovers Do", que alcanzó el número 9 en la lista. SZA colaboró con Cardi B en la pista «I Do» para el álbum Invasion of Privacy.

### 2019 – 2021: Colaboraciones y especulaciones de su segundo álbum
En mayo de 2019, SZA confirmó que su segundo álbum de estudio generaría el sencillo principal «Brace Urself». En el mismo mes, SZA apareció en el undécimo álbum de estudio de DJ Khaled, Father of Asahd, en la canción «Just Us». Más tarde se lanzó un video musical para la canción. En una entrevista con Rolling Stone, SZA mencionó que "la música está saliendo con seguridad", pero afirmando que puede que no resulte en un álbum, hasta el momento. También dijo que el rumor de que planeaba lanzar una trilogía de álbumes y luego retirarse de la música "es una tontería". En la entrevista, SZA también reveló que había pasado un tiempo en el estudio con Timbaland, afirmando que "tocaba jodidos ritmos de jazz brasileño, y yo salí con eso". También ha colaborado con Sia, con quien, según los informes, ha escrito tres canciones. Según Vulture, SZA ha expresado anteriormente sus intenciones de colaborar con Justin Timberlake, Post Malone, Jack Antonoff y Brockhampton en sus futuras canciones.
El 26 de febrero de 2020, SZA y Timberlake lanzaron «The Other Side», canción que forma parte de la banda sonora de Trolls World Tour, junto con su video musical. En marzo de 2020, SZA firmó con WME para representación en todas las áreas.  SZA realizó, junto con artistas como David Bisbal, Chenoa, Bon Jovi y Halsey, un concierto benéfico para el estado de Nueva Jersey, en apoyo al trabajo del estado en la lucha contra la pandemia de COVID-19. Se llevó a cabo el 22 de abril de 2020 a través de actuaciones en casa y los ingresos se destinarán al Fondo de Ayuda para la Pandemia de Nueva Jersey. El 25 de mayo de 2020, SZA mostró interés en Twitter en lanzar "un volcado de música" de material inédito, que podría contener 20 canciones.
En agosto de 2020, SZA tuiteó y eliminó: "En este punto, deben pedir puñetazo", refiriéndose a Terrence "Punch" Henderson, presidente de Top Dawg Entertainment. En otro tuit, SZA indicó que "todo lo que [Punch] le dice" acerca de lanzar nueva música es "pronto". Esto reveló que su relación con el propietario de su sello discográfico Punch (Top Dawg Entertainment) ha sido hostil desde los retrasos de su segundo álbum, que se anunció por última vez en una entrevista en 2019.  SZA regresó con su primer lanzamiento como artista principal desde 2017 el 4 de septiembre de 2020, con "Hit Different", con Ty Dolla Sign y producción de The Neptunes. El 25 de diciembre de 2020, SZA lanzó «Good Days» en plataformas de streaming como sencillo después de que debutó originalmente como un fragmento en la salida del video musical «Hit Different». El cantante inglés Jacob Collier proporcionó la voz de fondo para el sencillo. La canción alcanzó su pico actual del número 9 en el Billboard Hot 100, convirtiéndolo en el primer sencillo entre los diez primeros como solista de SZA, a pesar de que la propia SZA reveló que inicialmente no estaba planeado para ser un sencillo. Se espera que ambas pistas aparezcan en su próximo segundo álbum de estudio.
El 9 de abril de 2021, SZA apareció en el sencillo de Doja Cat «Kiss Me More», la cual alcanzó el top 5 en la listas Billboard Hot 100 y Billboard Global 200. Esta canción ganó el Grammy a Mejor interpretación de duo o grupo pop en 2022, transformándose en el primer Grammy de ambas artistas.
A fines de 2021, se lanzó el cover de SZA de «The Anonymous Ones», una canción escrita para la banda sonora de la adaptación cinematográfica del musical Dear Evan Hansen. Esta canción también se reproduce durante los créditos finales de la película.
Una colaboración muy esperada de SZA con Summer Walker, «No Love», se lanzó el 5 de noviembre de 2021. Esta colaboración había sido insinuada con una foto de ambas en el estudio, subida a fines de junio al Instagram de Walker. La canción tuvo éxito en las listas de R&B, y se convirtió en sencillo oficial cuando lanzó la versión extendida en marzo de 2022, acompañada con un video musical.
El 3 de diciembre de 2021, SZA lanzó la canción «I Hate U», luego de que se volviera viral en TikTok. Originalmente, la canción se lanzó exclusivamente en SoundCloud en agosto de 2021. SZA confirmó en la 64.ª Edición de los Premios Grammy que había terminado su segundo álbum y planeaba lanzarlo "pronto".

### 2022:SOS
El 9 de junio de 2022, SZA lanzó una versión deluxe de su álbum de estudio debut Ctrl para conmemorar su quinto aniversario. Esta versión incluye siete canciones inéditas, como «2AM», «Jodie», «Percolator» y una versión alternativa de «Love Galore» sin Travis Scott.
El 28 de octubre de 2022, se lanzó un nuevo sencillo llamado «Shirt», junto con su video musical protagonizado por el actor LaKeith Stanfield. SZA mostró un extracto de la canción a fines de 2020, el que ganó popularidad en TikTok debido a un desafío viral, por lo que apareció un fragmento al final del video musical de «Good Days». SZA liberó otro fragmento de una canción al final del video musical, y adelantó que se llamaría «Blind».
En su cumpleaños número 33, el 8 de noviembre de 2022, SZA lanzó un adelanto titulado "PSA" en su Instagram. El video termina con un código morse para "S.O.S.", lo que generó especulaciones sobre un próximo proyecto. El 16 de noviembre de 2022, Billboard confirmó oficialmente que su segundo álbum de estudio se titula SOS y se fijó una fecha de lanzamiento en diciembre. El 30 de noviembre de 2022, SZA publicó la portada de su próximo álbum SOS en su cuenta de Instagram. Después de interpretar «Shirt» en Saturday Night Live de NBC, SZA anunció que el álbum se lanzaría el 9 de diciembre de 2022.
SOS se lanzó el 9 de diciembre con críticas positivas, incluidas la mención de "Mejor música nueva" en Pitchfork.

## Habilidad artística

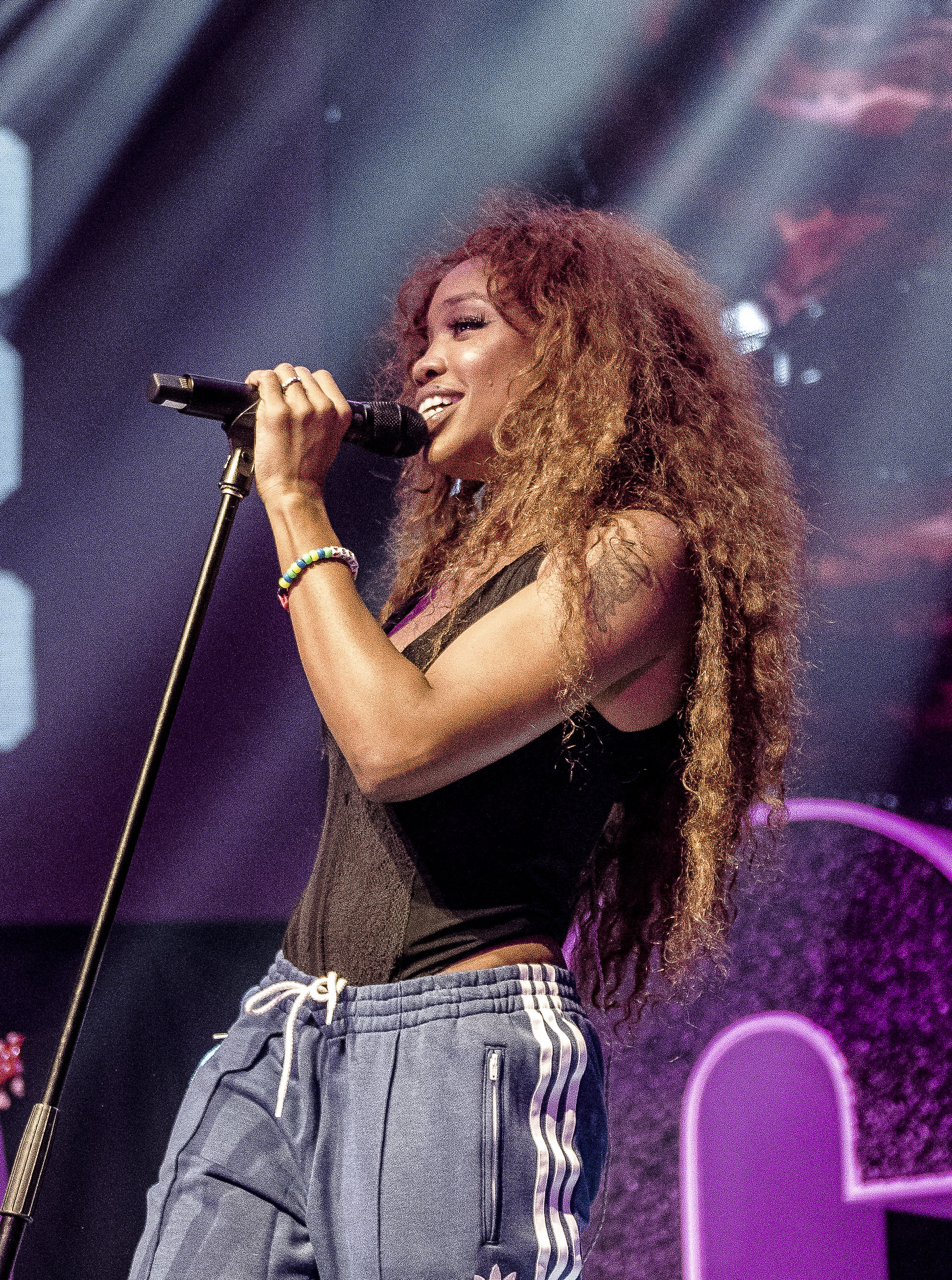
SZA actuando en Toronto, Canadá en el Ctrl the Tour en agosto de 2017.

Se ha descrito que el estilo vocal de SZA adquiere el "tono" de un cantante de jazz. SZA es conocida como la primera mujer firmante y primera cantante de TDE, lo que también llamó la atención durante las primeras etapas de su carrera. Según Marissa G. Muller de la revista Rolling Stone, la voz de Rowe alterna entre una "cáscara vaporosa y un falsete altísimo". Jordan Sargent de la revista Pitchfork etiquetó la voz de Rowe como "chillwave" y "etérea". SZA cuestiona que su música sea etiquetada como hip-hop, R&B y pop, afirmando que a menudo escucha una variedad de música, como Stevie Nicks, jazz clásico, folk y rap. Además, dijo: "cuando intentas etiquetarla [su música], eliminas la opción para que sea ilimitada. Disminuye su música". SZA comenzó a escribir canciones debido a su "pasión" por la escritura y le gustaba la poesía; al escribir letras, SZA las "estiliza libremente" con el fin de expresar lo que le viene a la "mente", señalando que no siempre tiene sentido para ella. Temáticamente, el trabajo de SZA contiene "letras reveladoras", que tocan temas de sexualidad, nostalgia y abandono.
El estilo musical de SZA ha sido descrito como "alt R&B". Las canciones de SZA están construidas sobre "capas de voces cortadas, retardadas e invertidas" y contienen "giros y mutaciones". Reggie Ugwu de la revista Billboard encuentra que su estilo musical presenta una "utopía agnóstica llena de humor", que se extiende a ambos lados de la "línea entre el R&B minimalista, el synth pop de los 80 y el soul". La música de Rowe es principalmente PBR & B y neo-soul, pero se ha destacado por tomar influencias de una amplia variedad de géneros que incluyen soul, hip hop, R&B minimalista, indie rock, cloud rap, R&B etéreo, witch house y elementos chillwave. Michael Madden describió el género musical de SZA como "el agnosticismo corresponde", y señaló que su trabajo no es solo un estilo de música y es versátil, y señaló que el estilo musical no es solo "R&B, pop, soul o una sola cosa".
SZA escucha a Ella Fitzgerald en busca de influencia vocal, y ha dicho que Lauryn Hill es una de sus influencias personales. SZA también cita una amplia gama de artistas musicales como influencias, incluidos Meelah, Red Hot Chili Peppers, LFO, Macy Gray, Common, Björk, Jamiroquai y "muchos Wu, Nas, Mos Def, Hov". Hablando de sus influencias, SZA dijo: "[Mis] influencias personales vinieron de bailar con American Ballet Theatre y hacer piezas para Björk [música]. Esa es la única vez que realmente tuve alguna influencia externa en la música. Entonces, las personas de las que me enamoré a nivel musical siempre fueron mucho mayores. Jamiroquai es como una mierda para mí ". En una entrevista para Live Nation Entertainment, SZA describió la reunión que tuvo con Beyoncé para escribir la canción " Feeling Myself ", afirmando que "Beyoncé podría ser el ser más perfecto y hermoso que he conocido en toda mi vida". Es la mujer más inspiradora del mundo, junto a mi madre". SZA también habló sobre Rihanna, admirando su actitud fuerte y segura, de alguien que solo hace la música que quiere hacer, y que si hay alguien a quien pudiera imaginar cantando sus palabras, esa sería Rihanna.
Durante una entrevista, SZA dijo que está menos inspirada por la música estrictamente y más inspirada por la creación de arte en general; ha admirado a personas que no eran "artistas típicos", incluida su "gimnasta favorita, patinadora sobre hielo, saxofonista, pintora o directora de cine", y sigue diciendo que se sintió particularmente inspirada por el director de cine Spike Lee . Durante una entrevista con W, SZA habló sobre las influencias de su estilo y dijo que gran parte de la inspiración de su estilo proviene de las películas, incluidas las de Wes Anderson, y elogió su uso de la "paleta de colores pantone" y que a ella "le encantaría vestirse como un personaje. de Moonrise Kingdom. O quizás Bill Murray en The Life Aquatic ". Junto con su música, la imagen de SZA ha sido comparada con los artistas neo-soul Lauryn Hill y Erykah Badu. El cabello de SZA se convirtió en un punto de interés durante las primeras etapas de su carrera y lo discutió en entrevistas con Vogue y Harper's Bazaar. Durante sus actuaciones, SZA tiende a usar ropa "fluida" que es fácil de mover y también se sabe que usa pijamas o ropa holgada en el escenario.

## Discografía
- Ctrl (2017)
- SOS (2022)
- SOS Deluxe: LANA (2025)

## Giras
Principales
- Ctrl the Tour (2017-18)
- The Championship Tour (con artistas de Top Dawg Entertainment) (2018)
- SOS Tour (2023)

Secundario
- Jhené Aiko – Enter the Void Tour (2014)
- Jessie J – Sweet Talker Tour (2015) [cita requerida]
- Bryson Tiller – Set It Off Tour (2017)

## Premios y nominaciones
A lo largo de su carrera, SZA ha obtenido nueve nominaciones al Grammy, una nominación al Globo de Oro y una nominación al Oscar. Ha ganado un premio Billboard Music y recibió el "Rulebreaker Award" en el evento Billboard Women in Music en 2018. SZA también ganó el premio Soul Train Music al Mejor Artista Nuevo en 2017 y el Premio BET al Mejor Artista Nuevo en 2018. En 2022 obtuvo su primer Grammy en colaboración con Doja Cat en su canción 'Kiss me More'. En 2024 recibió 3 premios Grammy en las categorías: mejor actuación de Dúo o Grupo pop con "Ghost in the Machine" colaborando con Phoebe Bridgers, mejor canción R&B con "Snooze" y mejor álbum urbano contemporáneo con "SOS". En junio de 2025 recibió dos premios Kids' Choice Awards; por ser la artista femenina favorita y por la colaboración musical favorita junto a Kendrick Lamar por «Luther».